# ماريا كريستيان
ماريا كريستيان (بالإنجليزية: Maria Christian)‏ هي مغنية أيرلندية، ولدت في 6 مايو 1965 في دوندالك في جمهورية أيرلندا.

## وصلات خارجية
- ماريا كريستيان على موقع ميوزك برينز (الإنجليزية)
- ماريا كريستيان على موقع ديسكوغز (الإنجليزية)